# Liv Marie Austrem
Liv Marie Austrem, född 30 januari 1947 i Vågå, är en norsk författare. Hon skriver på nynorska.
Hon är född och uppvuxen i Vågå. Hon studerade dramatik vid Universitetet i Oslo  och arbetade efter det som lärare och teaterinstruktör.
Austrem fick sitt genombrott när hon publicerade ungdomsromanen Runar vart 17 år som vann Nynorska barnlitteraturpriset 1988. Under 1990-talet arbetade Austrem tillsammans med illustratören Akin Düzakin. Tillsammans gjorde de barnböckerna Tvillingbror (1995) och Tvillingsøster (1997), som båda fick Bragepriset, 1995 respektive 1997.